# Ichneumon gracilicornis
Ichneumon gracilicornis là một loài tò vò trong họ Ichneumonidae.